# 深奇非鯽
深奇非鯽，為輻鰭魚綱鱸形目隆頭魚亞目慈鯛科的其中一種，分布於非洲坦干伊喀湖流域，為特有種，體長可達10.3公分，棲息在沙底質底層水域，成群活動，以橈腳類為食，生活習性不明，可作為觀賞魚。